# أوبن موكو
أوبن موكو (بالإنجليزية: OpenMoko)‏ هو مشروع في مراحله الأولية من التطوير لإنشاء منصة برمجية (نظام تشغيل) للهواتف الذكية بحيث تستخدم البرمجيات الحرة، مفتوحة المصدر بغرض نهائي هو ابتكار توزيعة لينكس للهواتف النقالة وطرحها لعموم المستخدمين.

## المكونات
بالإضافة لنواة لينكس، يستخدم أوبن موكو واجهة مستخدم رسومية مبنية باستخدام نظام X.Org Server للنوفذة وطاقم GTK+ بالإضافة لمدير النوافذ Matchbox. أيضاً تم استخدام إطار عمل OpenEmbedded ونظام ipkg لتكوين حزم البرمجيات.

## تاريخ الإصدار
تم الإعلان عن نظام أوبن موكو لأول مرة في عام 2006 من قبل الشركة المؤسسة First International Computer. أما في 9 يوليو 2007 فقد تم إطلاق أول هاتف نقال يدعم نظام OpenMoko تحت اسم Neo1973 وتم بيعه حصرياً من موقع openmoko.com، النسخة التي تم إطلاقها (والتي عرفت باسم GTA01 أيضاً) لُقبت باسم «نسخة للمطورين فقط» وكانت تُباع ب 300 دولار ويمكن استخدامها مع حامل GSM.

## وصلات خارجية
- الموقع الرسمي.